# Neocytheromorpha transversa
Neocytheromorpha transversa is een mosselkreeftjessoort uit de familie van de Leptocytheridae. De wetenschappelijke naam van de soort is voor het eerst geldig gepubliceerd in 1986 door Hu.